# 薩卡特卡斯州
薩卡特卡斯州（西班牙語：Zacatecas，西班牙語發音：[ˈaɣwaskaˈljentes]）是墨西哥三十一個州之一。首府薩卡特卡斯市。

## 地理與氣候
薩卡特卡斯州座落在墨西哥中部的高原上，平均海拔2350公尺。除了西面的西馬德里山脈外，中間尚有若干孤丘。由於降水較少，缺少可灌溉的河流對農業發展不利。谷地溫和而山區涼爽，對健康有利。

## 動植物
山區為松樹與北美灰橡混交林，草原和谷地以 牧草樹 （页面存档备份，存于）、gobernadora、huizache、梨果仙人掌 （页面存档备份，存于）、列姬龍舌蘭 （页面存档备份，存于）、銀膠菊 （页面存档备份，存于） 和pastizales。動物方面，山區有野豬、白尾鹿及兔；草原與谷地有郊狼、獾、鵪鶉和鴨。

## 經濟
農產品有穀物、糖及龍舌蘭：由於氣候條件的原因，糧食經常失收；甘蔗在低種植，依賴灌溉；龍舌蘭在含碳酸鈣的土壤、乾燥的氣候及水源較淺的地方生長得最好。當地的桃、杏和釀酒用葡萄產量也很可觀。畜牧業方面，以綿羊、山羊和豬為重點，牛較不受重視。當地的特產為銀膠菊，一種可以採收橡膠的灌木。
薩卡特卡斯州最重要的產業是礦業。有開採價值的有銀、金、汞、銅、鋅、鐵、鉛、鉍、銻和鹽。早在西班牙人征服墨西哥以後不久豐富的礦藏已得到重視，當中部份礦坑全國聞名，而且可追溯至1546年。其中一個名為Alvarado的銀礦在1548至1867年之間開採的銀價值高達8億美元。因為這裡的礦藏，墨西哥曾經是世上最大的銀生產國。
製造業不發達，僅有冶煉、橡膠、製糖、釀酒 (包括朗姆酒、龍舌蘭酒、梅斯卡爾酒與普逵酒)、紡織，及少量資本工業。有墨西哥中央鐵路及墨西哥國鐵經過。

## 人口
約85%屬麥士蒂索人，白人佔15%。印地安人的比例是全國最低—只有0.3%，數目亦只比阿瓜斯卡連特斯州 (分前是4,039和3,472人)多。 （页面存档备份，存于） 近十年來人口增長率為6%遠低於全國平均的20%。 據估計該州半數居民並不在本州居住。在美國有500,000州民，是該州在海外最大的族群。

## 歷史

### 西班牙人入侵前
根據西班牙侵略者的記錄，當地有四個主要部落：Zacateco （页面存档备份，存于）、Caxcan （页面存档备份，存于）、Guachichil （页面存档备份，存于） 和 Tepehuan （页面存档备份，存于）。他們屬於阿茲特克人口中的奇奇梅克人，而這片地區亦是大奇奇梅克（La Gran Chichimeca）的一部份，連強悍的阿茲特克人都未能征服。

### 殖民時期
1546年9月8日發現了礦脈，為原名（薩卡特卡斯礦場9的薩卡特卡斯的近代史揭開了序幕。此礦為西班牙帝國帶來巨大財富，城名更因此改為（薩卡特卡斯聖母城）。薩卡特卡斯原來指的是當地居民，在納瓦特爾語中意思是：「居住在草木茂盛之地的人」。

### 墨西哥革命

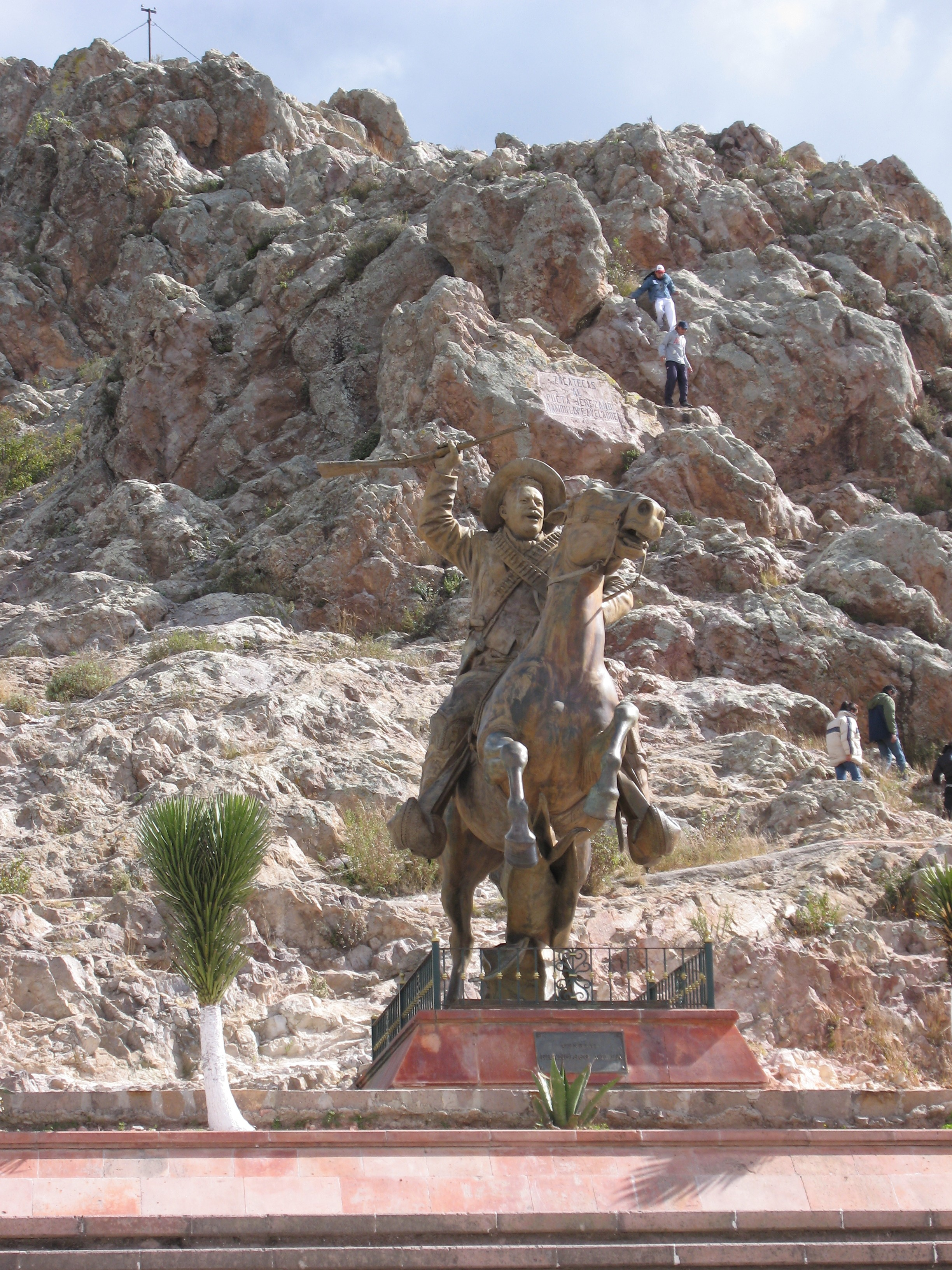
潘丘·比雅之像

1910年墨西哥民眾起義，反對獨裁的總統迪亞斯和社會不平等。革命中最重要、血腥和大規模的的戰役是1914年的薩卡特卡斯之役，結果潘丘·比雅領導的革命軍成功攻佔州府。西班牙語稱為（薩卡特卡斯爭奪戰）。